# گمینا ستژژوو
گمینا ستژژوو (به لهستانی:  Gmina Strzyżów) یک گمینا در لهستان است که در شهرستان ستژژوف واقع شده‌است. گمینا ستژژوو ۱۴۰٫۲۳ کیلومتر مربع مساحت و ۲۰٬۶۴۵ نفر جمعیت دارد.